# Тимасова Гора
Тимасова Гора — деревня в Ленском районе Архангельской области. Входит в состав Сойгинского сельского поселения.

## География
Находится в юго-восточной части Архангельской области на расстоянии приблизительно 104 км на юго-запад по прямой от административного центра района села Яренск на правобережье Вычегды.

## История
Отмечалась уже только в 1969 году как деревня Рябовского сельсовета.

## Население
Численность населения: 6 человек (русские 100 %) в 2002 году, 11 в 2010.